# 長澤ユキオ
長澤 ユキオ（ながさわ ゆきお、1967年7月11日-)は、日本の元俳優、モデル。

## 来歴・人物
東京都出身。「MEN'S NON-NO」「SEVENTEEN」「Fine」や「MEN'Sヘアカタログ」等、ファッション誌を中心にモデルとして活躍。
1989年にJR東海クリスマス・エクスプレスのキャンペーンCMで牧瀬里穂の相手役をつとめた。
その後はテレビドラマで活躍したが、1993年頃に引退。
「澤木柊介」の名義で活動したこともある。

## 主な作品

### テレビドラマ
- 怪奇千夜一夜物語 「となりの女」(1991年、TBS系)
- 平成就職物語 BE STEWARDESS!!(1992年2月29日、テレビ東京系) -三沢誠 役
- WONDERer 「想い出にしときゃよかった」(1992年2月29日、日本テレビ系)
- 熱い胸さわぎ「〜第2章悲しい気持ち」(1992年、TBS系)
- DAISUKIドラマシアター(1992年、日本テレビ系)
- ずっとあなたが好きだった(1992年7月3日～9月25日、TBS系) - 佐藤和也 役
- ルームメイト(1992年、日本テレビ系)
- ADブギ  AD・リターンズ(1992年10月9日、TBS系)
- 綺麗になりたい(1992年10月27日～12月19日、日本テレビ系) - 砂田涼介 役
- 柴門ふみセレクション「彼女の嘘・僕の嘘」(1992年12月7日、テレビ朝日系)
- 家族の食卓 93‘シスターズ(1993年、フジテレビ系)
- NIGHT HEAD(1993年、フジテレビ系)
- 映画みたいな恋したい 「我等の仲間」(1993年2月27日、テレビ東京系) - 主演
- パステルLOVE 「おかえりなさいがいいたくて」(1993年、日本テレビ系)
- ララバイ刑事'93(1993年5月2日、フジテレビ系) - ゲスト主演
- 娘からの宿題(1993年8月2日～10月1日、TBS系)
- 女と愛とミステリー「黒い目撃者」(2002年1月20日、BSジャパン) ※澤木柊介名義
- 金曜エンタテインメント「お局探偵・亜木子&みどりの旅情事件帳5」(2002年6月28日、フジテレビ系) ※澤木柊介名義

### 映画
- 超少女REIKO(1991年11月16日公開、東宝) - 高品雄二 役

### オリジナルビデオ
- 実相寺昭雄の不思議館 館の巻｢小夜子の恋｣- 主演(1992年)

### CM
- クレアラシル(1985年）
- 森永製菓「ワンショット」(1985年)
- 旭化成「ハマナカ手芸糸」(1987年)
- ベルフーズ(現・カネボウフーズ)「スパボックス」(1988年)
- アーバン デザイン カレッジ(1988年)
- 集英社「正月編」(1989年、監督:大林宣彦)
- JR東海「クリスマス・エクスプレス編」(1989年)
- 第一勧業銀行(1989年)
- マクドナルド「テリヤキバーガー編」他(1990年)
- TDK「カセットテープAD」(1990年)
- オートデザイン専門学校(1990年)
- 京都デザイン専門学校(1990年)
- ニッポンレンタカー(1991年)
- 東芝「コードレスフォン」(1991年)
- JT「企業CM」(1991年)

他多数

### 連載
- ワニマガジン社  Yummy「ユキオのI’m on air!!」(1992年～1993年)